# Fred Niblo
Fred Niblo, född 6 januari 1874 i York i Nebraska, död 11 november 1948 i New Orleans, var en amerikansk skådespelare, regissör och filmproducent.

## Filmografi
- 1927 – Kameliadamen